# Mortal Kombat: Live Tour
«Mortal Kombat: Live Tour» — театрализованное представление, основу которого составили боевые сцены с участием персонажей игровой серии Mortal Kombat, включая звук и лазерные световые эффекты. Согласно сюжету, трое бойцов, намереваясь защитить Землю, спасают друзей и ищут волшебный амулет, оказавшийся у Шао Кана, злого властелина Внешнего Мира.
Спектакль дебютировал в нью-йоркском «Радио-сити-мьюзик-холле» в сентябре 1995 года. Предполагаемая география гастролей «Mortal Kombat: Live Tour» уже в следующем году охватывала двести крупнейших городов в США. Актёры демонстрировали на сцене технику боевых искусств и воспроизводили движения из видеоигр в сочетании с танцами и музыкой, причём заранее записанная фонограмма передавала оригинальные звуковые эффекты серии Mortal Kombat. Главной отличительной особенностью программы было отсутствие присущего играм данной серии графического насилия, в частности добиваний. Зрители также принимали участие в шоу с возгласами «Run!» (с англ. — «Беги!») или «Kick him!» (с англ. — «Пинай его!») как часть живого действия. В довершении всего, актёры предлагали зрителям купить амулеты Mortal Kombat в концепции спасения Земли, однако мерчандайзинговая команда тура не успела их изготовить.

## Персонажи
В «Mortal Kombat: Live Tour» фигурировали следующие персонажи серии:
| - Барака #1 — Райан Уотсон - Барака #2 — Аллан Сандовал - Джакс #1 — Хаким Олстон - Джакс #2 — Шах Олстон - Джакс #3 — Тайрон С. Уиггинс - Джонни Кейдж #1 — Джеффри Д. Харрис - Джонни Кейдж #2 — Брэд Халстэд - Джонни Кейдж #3 — Тед Нордблум - Джонни Кейдж #4 — Джефф Дарбин - Джонни Кейдж #5 — Гарри Во - Кабал — Трэйси Флеминг - Кано #1 — Джозеф «Эдди» Акаведо - Кано #2 — Марк Чемелески - Ночной Волк #1 — Джеффри Д. Харрис - Ночной Волк #2 — Тед Нордблум - Король Барака — Перси Браун - Китана #1 — Дженнифер Декоста - Китана #2 — Лекси Александр - Лю Кан #1 — Кармайкл Саймон - Лю Кан #2 — Йон Валера - Лю Кан #3 — Аллан Сандовал - Лю Кан #4 — Майкл Ли | - Милина #1 — Дженнифер Декоста - Милина #2 — Лекси Александр - Райдэн — Гарт Джонсон - Скорпион #1 — Энтони Демарко - Скорпион #2 — Дариус Вархафтиг - Скорпион #3 — Дрю Макивер - Шан Цзун #1 — Сидни С. Лиуфау - Шан Цзун #2 — Джеймс Ким - Шан Цзун #3 — Саймон Ким - Шан Цзун #4 — Майкл Ли - Шан Цзун #5 — Джимин Ким - Шан Цзун #6 — Дрю Макивер - Шао Кан #1 — Джеффри Д. Харрис - Шао Кан #2 — Тед Нордблум - Синдел #1 — Эйлин Вейзингер - Королева Синдел #2 — Джун Кастро - Соня #1 — Керри Хоскинс - Соня #2 — Кэтлин Энн Гарднер - Саб-Зиро #1 — Райан Уотсон - Саб-Зиро #2 — Дариус Вархафтиг - Саб-Зиро #3 — Дрю Макивер |

## Производство
Предпосылкой к созданию спектакля послужил разговор между кинопродюсером Дэвидом Фишофом и его 12-летним сыном, предметом которого был феномен популярности Mortal Kombat. Сын Фишофа тогда сказал ему следующее: «Пап, если тебе удастся оживить всех этих персонажей, дети с ума посходят от счастья». Ларри Касанофф, занимавшийся ранее продюсированием художественного фильма, предложил Фишофу идею шоу, посвящённого тематике Mortal Kombat. Фишоф составил совместный план работы после знакомства с сюжетом и персонажами. Первым делом нанял известного голливудского мастера боевых искусств Пэта Джонсона, который в качестве каскадёра и постановщика трюков принимал участие в съёмках фильмов «Парень-каратист» и «Черепашки-ниндзя». Спустя три года состоялась театрализованная презентация «Mortal Kombat: Live Tour». Программа остросюжетного шоу сочетала элементы хореографии и восточных боевых искусств, художественную гимнастику и соответствующую музыку, а также лазерные световые эффекты.
Премьера шоу прошла в «Радио-сити-мьюзик-холле» в Нью-Йорке 14 сентября 1995 года. Примерно через месяц после премьеры была организована трансляция проекта на большом экране.
Управление лазерными установками, произведёнными в Сиэтле «Laser Fantasy International», осуществляли Дэйв Хаскелл и Крис Торнберри. Для световых эффектов наряду со специальной оптоволоконной системой использовались мощности оборудования «Spectra Physics», в частности, 40-ваттный лазерный излучатель. Частично работа была выполнена «David Fishof Presents».
Хаким Олстон, изображавший в шоу Джакса, годом ранее играл воина Внешнего Мира, побеждённого Лю Каном, роль которого исполнил Робин Шу, в оригинальном фильме «Смертельная битва». Координатором боевых сцен был Кэри-Хироюки Тагава, также появлялся в фильме как Шан Цзун.

## Приём
В 2011 году 1UP.com включил шоу в статью «The Top Ten Times Mortal Kombat Went Wrong», а GamesRadar, поставил его на первое место в списке большинства абсурдных ответвлений серии Mortal Kombat.

## Комментарии
1. ↑  Игравшая вторые роли актриса, была официально представлена как Лекси Мирай[3].